# Голенюв (гміна)
Гміна Голенюв (пол. Gmina Goleniów) — місько-сільська гміна у північно-західній Польщі. Належить до Голеньовського повіту Західнопоморського воєводства.
Станом на 31 грудня 2011 у гміні проживало 35164 особи.

## Територія
Згідно з даними за 2007 рік площа гміни становила 443.06 км², у тому числі:
- орні землі: 38.00%
- ліси: 48.00%

Таким чином, площа гміни становить 27.40% площі повіту.

## Населення
Станом на 31 грудня 2011:
| Опис     | Загалом | Загалом | Чоловіки | Чоловіки | Жінки | Жінки |
| -------- | ------- | ------- | -------- | -------- | ----- | ----- |
| одиниця  | осіб    | %       | осіб     | %        | осіб  | %     |
| все      | 35164   | 100     | 17234    | 49.01    | 17930 | 50.99 |
| міське   | 22844   | 100     | 10986    | 48.09    | 11858 | 51.91 |
| сільське | 12320   | 100     | 6248     | 50.71    | 6072  | 49.29 |

## Сусідні гміни
Гміна Голенюв межує з такими гмінами: Кобилянка, Машево, Осіна, Поліце, Пшибернув, Старгард-Щецинський, Степниця.